# Hadschim al-Hasani

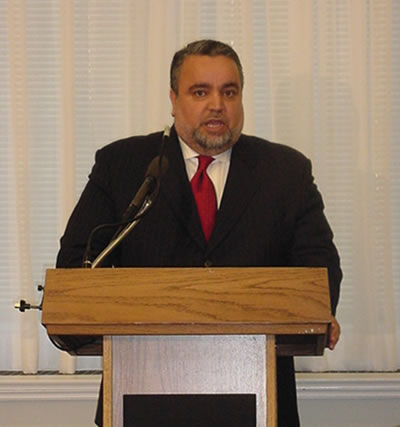
Hajim al-Hassani

Hadschim al-Hasani (arabisch حاجم الحسني, DMG Ḥāǧim al-Ḥasanī; * 1954 in Kirkuk) ist ein Sunnit und ein irakischer Politiker.
Er war von 2005 bis 2006 der Parlamentspräsident des Irak.

## Ausbildung
Al-Hasani war an der Universität von Mosul, bevor er 1979 in die USA auswanderte. Dort studierte er Landwirtschaft und Wirtschaft an der Universität von Nebraska und an der Universität von Connecticut. Danach arbeitete er 12 Jahre in Los Angeles, wo er Chef einer Handels- und Investmentgesellschaft wurde. Während er sich in den USA aufhielt, wurde er in der Anti-Saddam-Opposition aktiv und Mitglied der Irakischen Islamischen Partei (IIP), die der Muslimbruderschaft Bewegung zugerechnet wird.

## Politik
Nach dem Irak-Krieg kehrte al-Hasani 2003 in den Irak zurück und arbeitete im von den Koalitionskräften eingesetzten irakischen Regierungsrat. In dieser Zeit erarbeitete sich die IIP in der sunnitischen Provinz al-Anbar, die eine Hochburg der Terroristen ist, großen Einfluss. 2004 half al-Hasani  mit, einen vorübergehenden Waffenstillstand mit Aufständischen in Falludscha auszuhandeln.
In der Übergangsregierung, die auf den irakischen Regierungsrat folgte, und in der der säkulare Schiit Iyad Allawi Ministerpräsident war, bekam al-Hasani den Posten des Industrieministers. Das Privatisierungsprogramm seines Ministeriums hatte nicht viel Erfolg.
Als er US-Offensiven in Falludscha unterstützte, wurde er aus der IIP ausgeschlossen, da sich die Partei aus Protest gegen die amerikanischen Militäraktionen aus der Übergangsregierung zurückgezogen und al-Hasani sich geweigert hatte, seinen Ministerposten aufzugeben.
Nach den irakischen Parlamentswahlen vom 30. Januar 2005, bei denen al-Hasani auf der vom damaligen Übergangspräsidenten Ghazi al-Yawar geführten Liste The Iraqis antrat, gab es zähe Verhandlungen um den Posten des Parlamentspräsidenten. Da seine Gegenkandidaten entweder Verbindungen zum Regime von Saddam Hussein hatten, was für die Schiiten inakzeptabel war, Mitglieder der überwiegend schiitischen Vereinigten Irakischen Allianz waren, was für die Sunniten nicht akzeptabel war, oder den Posten ablehnten (dies tat Ghazi al-Yawar), wurde al-Hasani als Kompromisskandidat von der neuen Nationalversammlung des Irak zum Parlamentspräsidenten gewählt.
Al-Hasani gilt bei vielen Sunniten als Außenstehender, doch er ist ein gemäßigter Islamist. Direkt nach seiner Ernennung nannte er „Sicherheit und eine funktionierende Wirtschaft“ als wichtigste Ziele der neuen irakischen Regierung.
Im September 2007 verließ al-Hasani die Regierungskoalition von Allawi, dem er diktatorisches Verhalten vorwarf.